# Melissa (Olaszország)
Melissa község (comune) Calabria régiójában, Crotone megyében.

## Fekvése
A megye keleti részén fekszik, a Jón-tenger partján. Határai: Carfizzi, Casabona, Cirò, Cirò Marina, San Nicola dell’Alto és Strongoli.

## Története
A település első említése a 13. származik,

## Népessége
A népesség számának alakulása:

## Főbb látnivalói
- San Nicola-templom
- San Giacomo-templom